# Kadazan
| Kadazan                              | Kadazan     |
| ------------------------------------ | ----------- |
| Schädelhaus der Kadazan in Penampang |             |
| Siedlungsraum:                       | Sabah       |
| Anzahl:                              | ca. 570.000 |
| Sprache:                             | Kadazan     |

Die Kadazan sind eine indigene Ethnie des malaysischen Bundesstaates Sabah auf der Insel Borneo. Wegen der Gemeinsamkeiten in Kultur und Sprache mit den Dusun wurde die gemeinsame Klasse der Kadazan-Dusun geschaffen, die mit ca. 570.000 Angehörigen die größte ethnische Gruppe der Völker Sabahs repräsentiert.

## Kadazan-Begriff in der Ethnologie
Rutter stellt bereits 1929 den Zusammenhang der Kadazan mit den Dusun her:

“The Dusun usually describe himself generically as a tulun tindal (landsman) or, on the West Coast, particularly at Papar, as a Kadazan.”

„Der Dusun beschreibt sich gewöhnlich selbst als tulun tindal (Landbewohner) oder, an der Westküste, insbesondere bei Papar, als ein Kadazan“

Die Auffassung, dass die Kadazan lediglich eine begriffliche Untergliederung des Überbegriffs Dusun darstellen, findet auch in der modernen anthropologischen Literatur ihren Niederschlag.
Der Begriff Dusun ist augenscheinlich ein aus dem Malaiischen abgeleiteter Begriff, mit dem die Küstenbewohner die landwirtschaftlich geprägte Bevölkerung des Landesinneren bezeichneten und dem ein abwertender Beigeschmack innewohnte, da er mit einer rückständigen, ungehobelten Landbevölkerung in Zusammenhang gebracht wurde. Während die Dusun ursprünglich Langhaus-Bewohner waren, gaben einige Dusun-Stämme diese Art der Behausung auf; sie begannen in den westlichen Küstengebieten und den Hochlandebenen mit dem Nassreisanbau und der Viehzucht und in den Hügelregionen um den Mount Kinabalu mit dem Wanderfeldbau. Diese ursprünglich als Dusun klassifizierten Gruppen umfassen einige Untergruppen wie etwa die Kadazan, Rungus, Ranau und Tambunan die in ihren sozialen und kulturellen Charakteristiken voneinander abweichen.

## Kadazan-Begriff heute
Während der Ausdruck Kadazan ursprünglich eine rein ethnologische Bedeutung hatte, wird er heute zunehmend unter dem Blickwinkel der Politik angewandt, um eine religiöse Klassifizierung zwischen den verschiedenen eingeborenen Gruppierungen, die überwiegend dem christlichen Glauben oder dem Animismus anhängen, und den überwiegend dem Islam zugewandten Malaiien und übrigen eingeborenen Gruppen herzustellen. Dies spiegelt sich auch in der Ausgestaltung der offiziellen Bevölkerungsstatistiken Malaysias wider, bei denen die Gruppe der Bumiputera in Malayen, Kadazan-Dusun, Bajau und Murut unterteilt wird.

## Bräuche
Unter den Kadazan der Küstenebenen wird die Tradition gepflegt, Steinmale zu errichten, möglicherweise als Gedenkstein oder als Grenzmarkierung. Mit anderen Ethnien Borneos teilten sich die Kadazan Bräuche wie die Bestattung in Tonkrügen, die Kopfjagd, das Anlegen von Schädelhäusern und die Tätowierung.

## Kadazan-Dusun-Konflikt
Die gegenseitigen Rivalitäten ab der Mitte des 20. Jahrhunderts zwischen den Kadazan und den Dusun und die sich daraus ergebende Politisierung behinderten und schwächten in den 1960er Jahren das Wachstum und die Entwicklung der ethnischen Gruppen in sozio-kultureller, wirtschaftlicher und politischer Hinsicht. Zur Lösung der Identitätskrise wurde auf der 5. Delegiertenkonferenz der Kadazan Cultural Association (KCA) vom 4. und 5. November 1989 die Bezeichnung Kadazan-Dusun geschaffen.

## Politische Vernetzung
Durch enge persönliche Bindungen und die Bildung von Interessensgruppen wie der Kulturgemeinschaft KCA haben die Kadazan generell einen hohen Vernetzungsgrad untereinander und in der Politik erreicht. Dies spiegelt sich in den politischen Parteien Parti Bersatu Sabah (PBS) und United Pasokmomogun Kadazan-Dusun Organization (UPKO) wider, die beide von Kadazan dominiert werden und die Teil der Barisan Nasional, der regierenden Koalition im malaysischen Parlament sind. Die UPKO stellte von 1963 bis 1967 unter Tun Fuad Stephens die Regierung von Sabah. Von 1985 bis 1994 war Joseph Pairin Kitingan für die PBS Ministerpräsident von Sabah; er ist heute der oberste Repräsentant der Kulturgemeinschaft der Kadazan-Dusun. Von 1998 bis 1999 regierte Bernard Giluk Dompok von der UPKO den Bundesstaat.